# Baxter (robô)

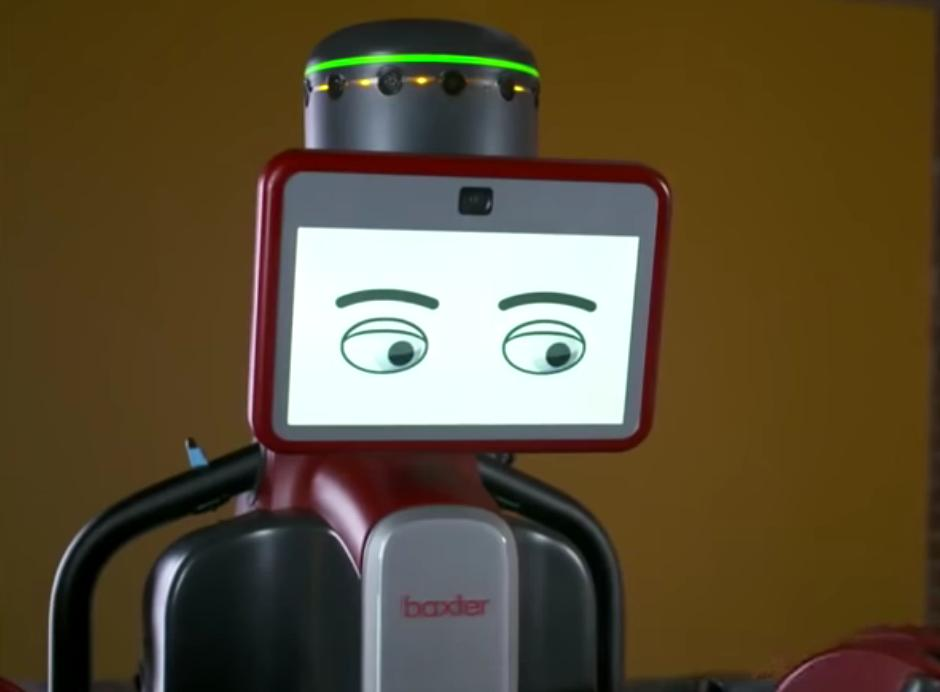
Busto de Baxter

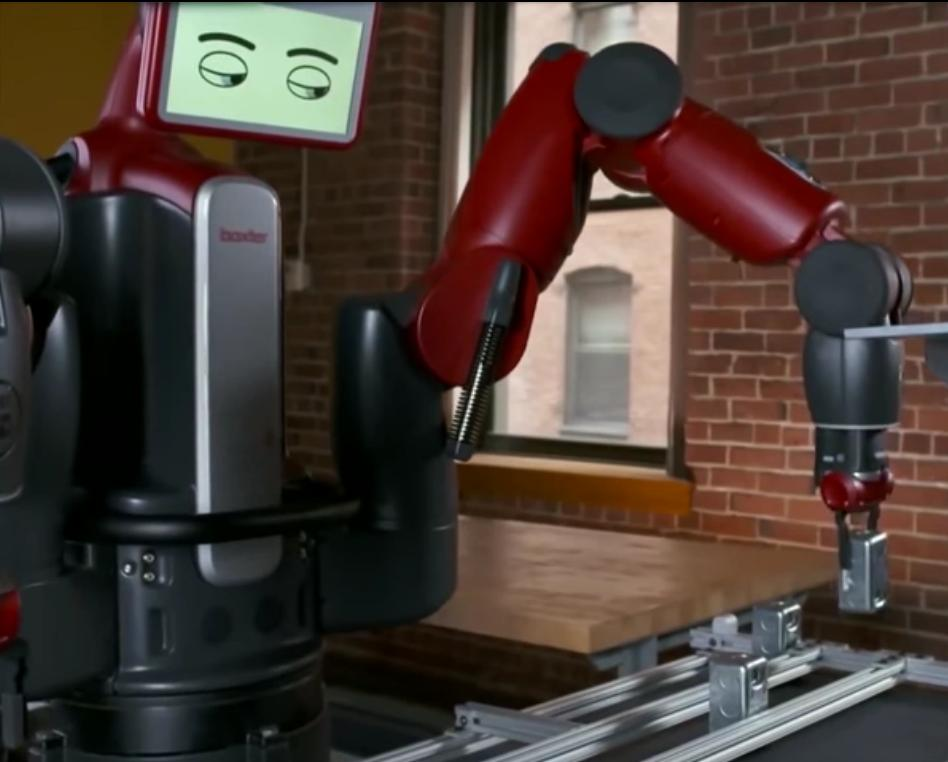
Baxter trabalhando

Baxter é um robô industrial construído pela Rethink Robotics, uma start-up fundada por Rodney Brooks. Ele foi apresentado em setembro de 2012. Baxter é um robô de 1 metro de altura (sem pedestal; chega a 2 m com pedestal), com dois braços e um rosto animado. Ele pesa 75 kg sem o pedestal e 140 kg com o pedestal. Ele é usado para tarefas industriais simples, tais como carga, descarga, triagem e manuseio de materiais. Brooks afirmou que Baxter foi projetado para realizar tarefas maçantes em uma linha de produção. Destina-se a ser vendido para pequenas e médias empresas.

## Tecnologia
Baxter tem uma tela animada como rosto que o permite expressar-se através de várias expressões faciais. Seu rosto pode indicar em que ele está focado, e qual seu status atual. Baxter pode até mesmo expressar confusão quando algo não está certo. Ele também tem sensores ao redor de sua cabeça que lhe permitem sentir pessoas próximas. Outros sensores em torno de sua cabeça dão ao robô a capacidade de se adaptar ao ambiente; diferente de outros robôs industriais que ou continuam a fazer suas tarefas repetidamente, ou se desligam e param de trabalhar na menor alteração em seu ambiente. Por exemplo, Baxter é adaptável o suficiente para saber que ele não pode continuar com seu trabalho quando deixa uma ferramenta cair, enquanto alguns robôs simplesmente continuariam tentando realizar o seu trabalho mesmo sem as ferramentas adequadas. Baxter roda o software de código aberto Robot Operating System em um computador pessoal comum, que é incorporado em seu peito. Baxter pode ser colocado em um pedestal com rodas para tornar-se móvel. Além disso, Baxter tem sensores em suas mãos que lhe permitem prestar atenção aos detalhes.

### Ensinando Baxter
Baxter pode ser programado movendo sua mão para executar uma tarefa com o movimento desejado. Baxter memoriza o movimento e é então capaz de repetir a tarefa. Mostradores, botões e controles extras estão disponíveis no braço de Baxter para maior precisão e mais recursos. Qualquer trabalhador poderia programar Baxter e leva apenas uma questão de minutos, ao contrário dos robôs industriais comuns que necessitam de amplos programas para serem usados. Isso significa que Baxter não é programado por engenheiros de software tradicionais escrevendo código. Isso também significa que Baxter pode ser ensinado a executar várias tarefas, e tarefas mais complicadas.

## Pesquisa
Muitas universidades estão usando Baxter como parte de seus cursos de robótica, engenharia mecânica e ciência da computação para dar aos alunos uma experiência de utilização de tecnologia robótica atual e contato direto com aplicações práticas no mundo real. Baxter oferece muitas vantagens sobre os robôs tradicionais pois gaiolas não são necessárias e alunos podem trabalhar a seu lado, em um ambiente de sala de aula, sem o risco de acidentes. Esse ponto também é útil para aplicação em uso comercial. 
Pesquisadores estão utilizando Baxter para tentar encontrar soluções robóticas para os problemas enfrentados por quem trabalha com ebola na África Ocidental, para reduzir o risco de infecção para os trabalhadores de ajuda humanitária.

## Segurança
Outros robôs industriais são construídos para realizar uma tarefa rapidamente e com muitas peças movendo-se rapidamente, o que os tornam inseguros para trabalhar ao lado de seres humanos. Baxter tem sensores em suas mãos e em torno de seus braços, permitindo-lhe detectar e adaptar-se ao seu entorno. Isto permite que sinta potenciais eventos de colisão antes que aconteçam, e assim o robô reduz sua força antes do impacto. Isto é possível graças a um motor que conduz uma mola e essa mola que move os braços do robô, ao invés de um motor que move os braços diretamente. Sensores e câmeras extras dentro das mãos de Baxter permitem que preste atenção aos detalhes durante trabalhos manuais. Graças a esses sensores e habilidades adicionais, Baxter não precisa ser colocado em uma gaiola de segurança.

## Custo
Baxter tem um valor-base de US$25,000 (£19,000/ €22,000), o equivalente ao salário médio anual de um trabalhador de fábrica nos Estados Unidos. Além disso, nenhum conhecimento de programação ou de engenharia de software é necessário para programar Baxter. Rethink Robotics também vende peças adicionais, tais como um gripper paralelo elétrico, um gripper a vácuo e um pedestal móvel.

## Controvérsia
Algumas pessoas estão preocupadas com a introdução de Baxter em linhas de produção, e acreaditam que Baxter tire posições de trabalhadores de baixo salário. Por outro lado, algumas pessoas dizem que Baxter não toma empregos, porque os seres humanos ainda são necessários para supervisionar e ensinar Baxter a executar tarefas.